# Reporte semanal
Latina noticias: Reporte semanal es un magacín matinal peruano, de corte informativo, que se emite los sábados y domingos por Latina Televisión. Es dirigido por el periodista Juan Subauste y conducido por María Teresa Braschi.

## Historia
El primer programa de Reporte semanal se emitió el 13 de abril de 2003, a las 9:00 a. m., sucediendo al programa periodístico Contrapunto, emitido entre 1989 y 2002.
Fue conducido por Pamela Vértiz y dirigido por Eduardo Guzmán Iturbe, emulando el formato del programa Reportajes, de Panamericana Televisión, el cual crearon en 1999 hasta su renuncia en marzo del 2003, en medio de la crisis administrativa que se daba por ese entonces en el mencionado canal.
Inicialmente se emitía junto al programa de Valia Barak Séptimo día. Destacan entre sus reportajes la captura del segundo líder del Grupo Colina, el controversial reportaje de Álvaro Durand sobre la situación del VIH/sida en el país, crónicas policiales y entrevistas.
En 2013, su horario de emisión fue trasladado a las 8:30 de la mañana.
En 2021, se anunció su extensión de horario a los sábados como complemento del centro informativo Latina noticias.

## Conductoras
- Pamela Vértiz (2003-2009)
- Melissa Peschiera (2009-2014)
- Paco Flores (2012)
- Mónica Delta (2013)
- Sigrid Bazán (2019-2020)
- Lourdes Túpac Yupanqui (2020)
- Fátima Aguilar (2020-2021 y 2022)
- María Teresa Braschi (2014-2019 y 2021-presente)

## Directores
- Eduardo Guzmán Iturbe (2003-2014)
- Johnny Sánchez Sierra (2014-2019)
- Juan Subauste Gildemeister (2020-presente)

## Premios y nominaciones
| Año  | Premio                                   | Categoría                   | Resultado | Ref.  |
| ---- | ---------------------------------------- | --------------------------- | --------- | ----- |
| 2006 | Premios Luces de El Comercio             | Mejor magazine dominical    | Ganador   | [ 6 ] |
| 2011 | Premios Luces de El Comercio             | Mejor programa periodístico | Nominado  | [ 7 ] |
| 2017 | Premios Nacionales de Periodismo de IPYS | Cámara periodística         | Ganadora  | [ 8 ] |